# Gran Premio d'Italia 1924

Il tracciato del Gran Premio d'Italia del 1924

Il Gran Premio d'Italia 1924 fu la IV edizione del Gran Premio d'Italia e si svolse all'Autodromo nazionale di Monza.
La gara fu disputata il 19 ottobre 1924 e fu vinta da Antonio Ascari, padre del futuro campione del mondo di F1 Alberto Ascari.

## La gara
Furono disputati 80 giri del circuito, lungo 10 km, per un totale di 800 km e presero parte alla gara sette piloti.

## Classifica
| Pos. | Nº | Pilota            | Auto                  | Giri | Tempo   |
| ---- | -- | ----------------- | --------------------- | ---- | ------- |
| 1    | 1  | Antonio Ascari    | Alfa Romeo P2 8C/2000 | 80   | 5h02m05 |
| 2    | 9  | Louis Wagner      | Alfa Romeo P2 8C/2000 | 80   | 5h18m05 |
| 3    | 5  | Giuseppe Campari  | Alfa Romeo P2 8C/2000 | 80   | 5h21m59 |
| 3    | 5  | Cesare Pastore    | Alfa Romeo P2 8C/2000 | 80   | 5h21m59 |
| 4    | 11 | Ferdinando Minoia | Alfa Romeo P2 8C/2000 | 80   | 5h22m43 |
| 5    | 3  | Jules Goux        | Rolland-Pilain Schmid | 80   | 6h10m22 |
| 6    | 7  | Giulio Foresti    | Rolland-Pilain Schmid | 80   | 6h32m03 |
| NC   | 8  | "Nino"            | Chiribiri 12/16       | 70   | 6h32m30 |